# Helina unistriata
Helina unistriata är en tvåvingeart som beskrevs av Ma och Wang 1984. Helina unistriata ingår i släktet Helina och familjen husflugor. Inga underarter finns listade i Catalogue of Life.